# Smithsonita
La smithsonita  es un carbonato de zinc anhidro, que cristaliza en el sistema romboédrico. Es un mineral secundario, que suele encontrarse asociado a la hidrozincita y a la hemimorfita, formadas como productos de alteración de la esfalerita, que es el principal mineral primario de zinc. Se conoce desde muy antiguo. Agrícola la describió en 1546 con el nombre de lapis calaminaris, y de ahí procede el nombre de calamina con el que se la conoce también. Sin embargo, el nombre de calamina se utilizó indistintamente para todos los minerales secundarios de zinc, hasta que James Smithson (1754-1829) realizó un estudio sistemático de estos materiales, encontrando dos que eran químicamente distintos, el carbonato y el silicato de zinc. François Sulpice Beudant propuso en 1832 dar el nombre de smithsonita al carbonato, precisamente en honor de Smithson.

## Propiedades físicas y químicas
Químicamente pertenece al grupo de la calcita, formando una serie de solución sólida con la siderita ,  substituyendo gradualmente el zinc por hierro, hasta una proporción Zn/Fe de 1/1,59. La variedad ferrosa de la smithsonita recibe el nombre de monheimita. Rara vez se encuentra en forma de cristales bien formados, normalmente aparece en agregados botroidales con estructura interna radiada o como masas alveolares. Es efervescente en ácido clorhídrico frío. Si es pura, la smithsonita es incolora o de color blanco, pero puede ser azul o verde (por la presencia de inclusiones de minerales de cobre, especialmente auricalcita) violeta (manganeso o cobalto) marrón (hierro) y amarilla (hierro y manganeso, o inclusiones microscópicas de greenockita).

## Formación y yacimientos

### Ambiente de formación
A menudo se encuentra como mineral secundario en las zonas de oxidación de los depósitos mineros de zinc, como un producto de oxidación directa de la esfalerita (sulfuro de cinc).preferentemente en los encajados en rocas carbonatadas. Puede también ser observado en depósitos sedimentarios. 

### Minerales asociados
Suele encontrarse asociada a los siguientes minerales: willemita, piromorfita, mimetita, malaquita, hidrocincita, hemimorfita, cerusita, azurita, auricalcita o anglesita.

### Yacimientos importantes
Abunda en todos los continentes, con una especial concentración en la zona limítrofe entre Bolivia, Chile y Argentina, donde se encuentra algunas de las minas más importantes del mundo de este mineral. También es importante su explotación minera en Estados Unidos y en Huehuetenango (Guatemala).

### Yacimientos en España
Muy abundante en la cordillera Cantábrica, en general asociado con esfalerita. Destacanlas minas de Ándara, en  Cillorigo ede Liébana, donde fue en muchos momentos el principal mineral. En las minas de Reocín aparecía en la zona superficial. También se encuentra en Comillas, Mercadal, Puente Arce y el valle de Liébana (Comarca de Liébana) (Cantabria). Pequeños criaderos en Oyarzun, Orduña y Carranza (Vizcaya), Amezqueta, Motrico, Cerain y Mutiloa (Guipúzcoa), donde aparece asociada a hemimorfita. Igualmente en Ardaiz y Betelú (Navarra) o en Brañosera y Redondo (Palencia). En Ripar y San Juan de Alcaraz (Albacete). En Linares de la Mora y en Valdelinares en las calizas cretácicas de Teruel. Aparece en la Sierra de Cartagena, en los municipios de Cartagena y de La Unión (Murcia). En Extremadura, en Santa Marta, Berlanga, Castuera y Azuaga (Badajoz). Igualmente en Berja, Dalías y Cabo de Gata (Almería). En filones de Zn en forma cavernosa en El Valle de los Pedroches (Córdoba) y en Villalba del Alcor (Huelva). En Cataluña en Pontons (Barcelona) y en La Selva del Camp (Tarragona).

## Usos
Es una importante mena del cinc, buscada y extraída por ello. Durante siglos, fue el principal mineral de zinc, utilizado para fabricar el latón. Las variedades de bellos colores son muy apreciadas por los coleccionistas, y también empleadas como gemas de poco valor y para fabricar objetos decorativos.

## Variedad

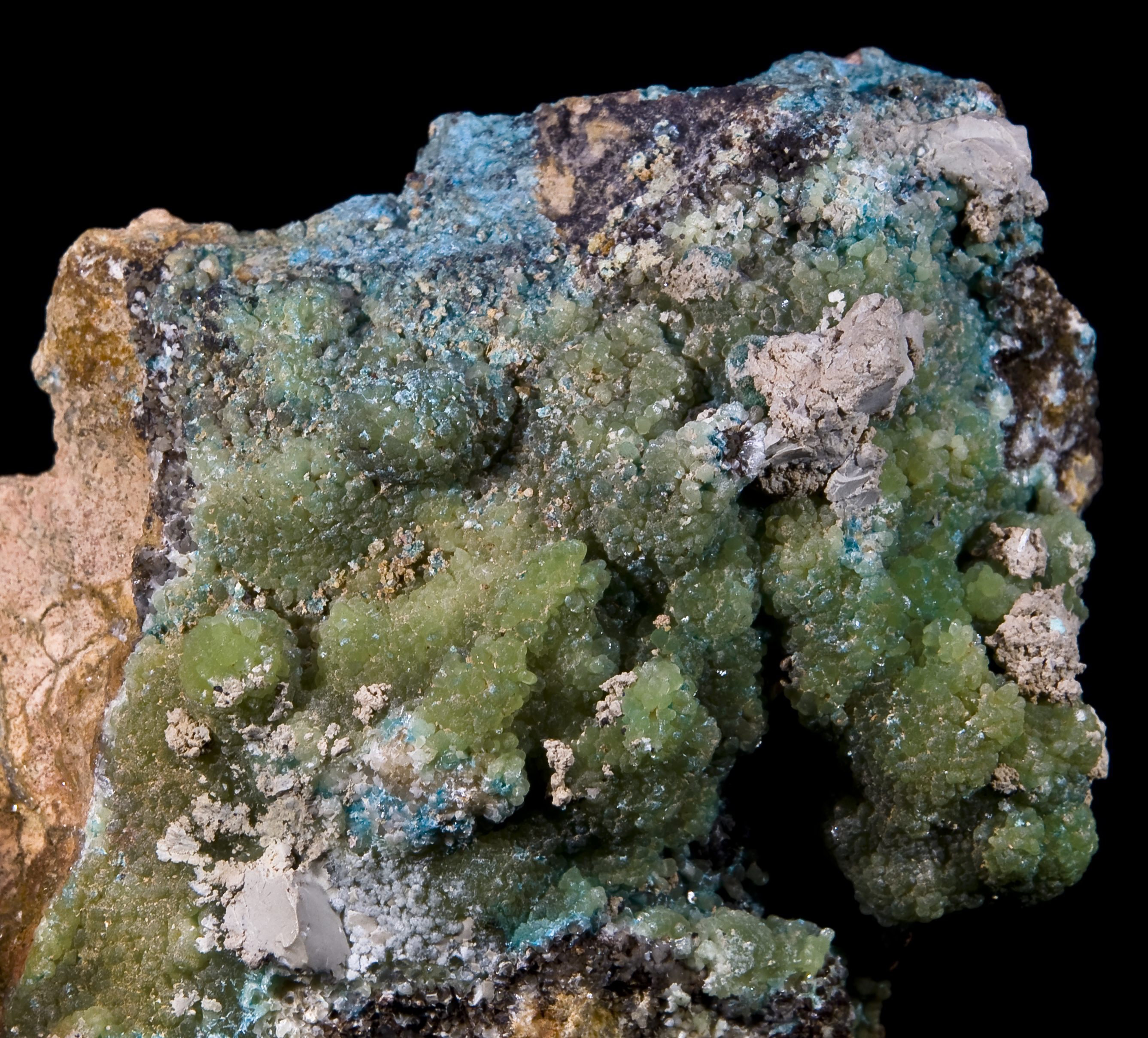
Cuprosmithsonita - Chessy-les-Mines, France
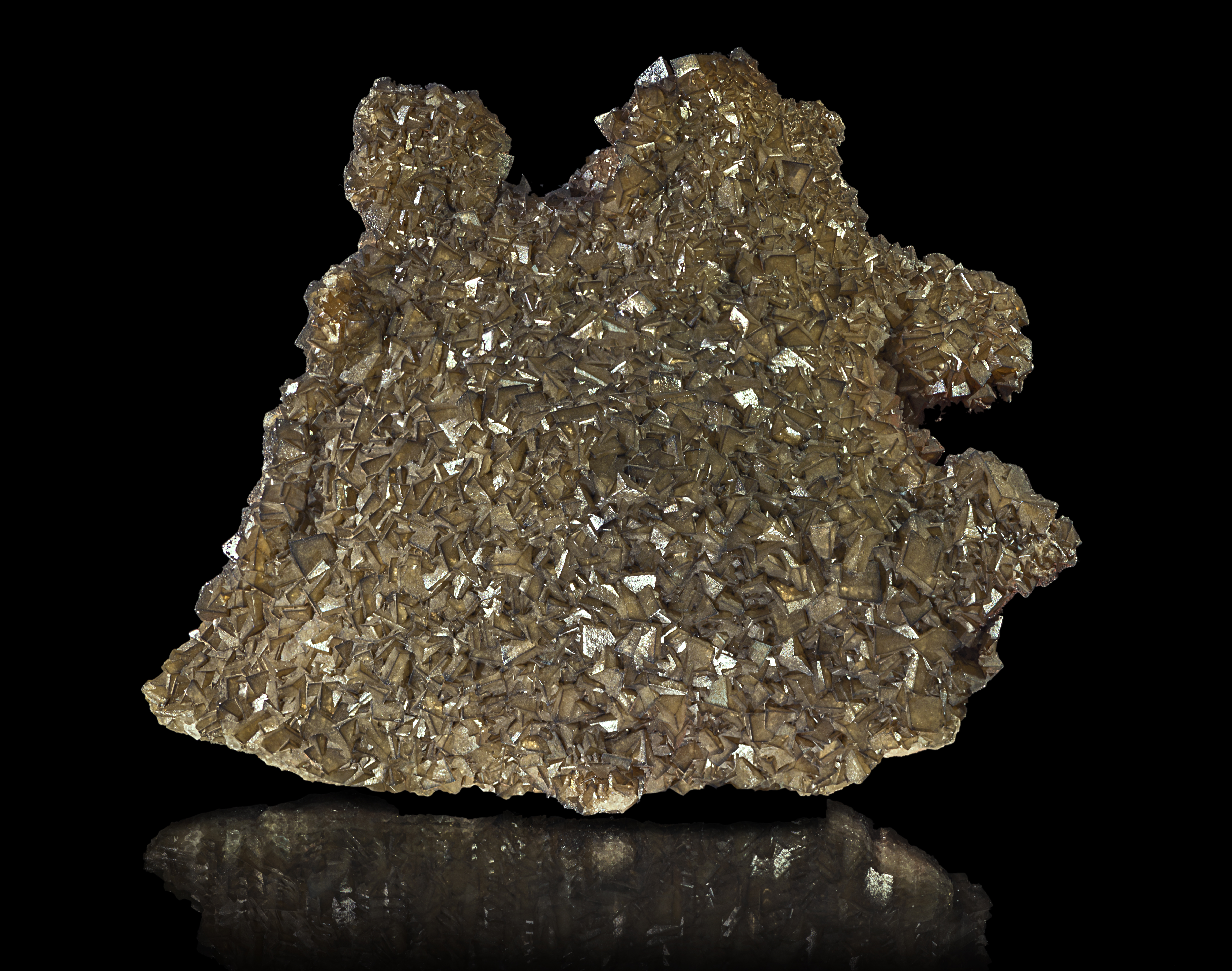
Cadmiosmithsonita Tsumeb Namibia
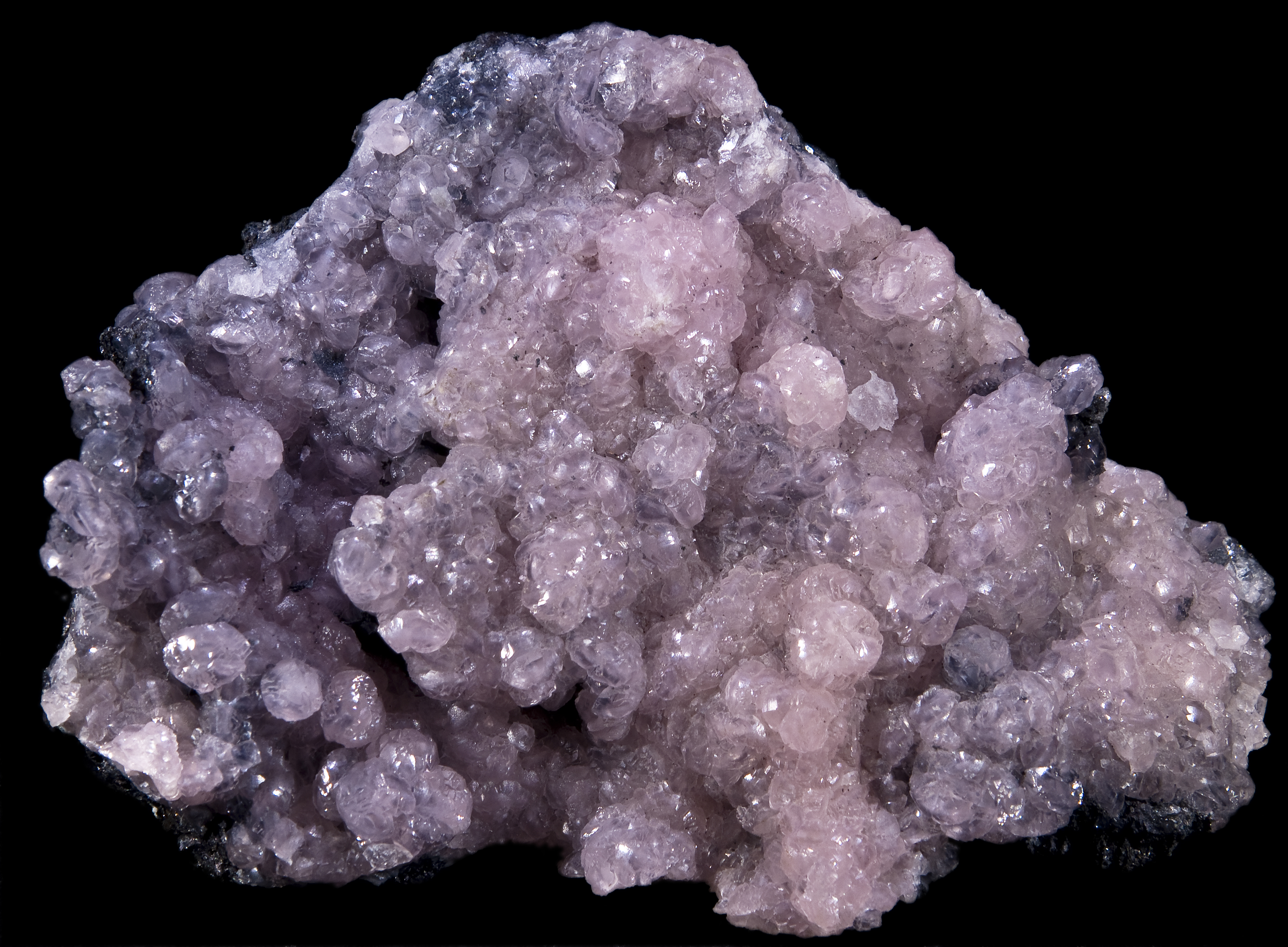
Cobaltosmithsonita Tsumeb Namibia